# Dead Man Walking (Lied)
Dead Man Walking ist ein von Bruce Springsteen für den Film Dead Man Walking – Sein letzter Gang (1995) geschriebener und gesungener Filmsong. Springsteen wurde 1996 für diesen Lied für den Oscar für den besten Filmsong nominiert.

## Veröffentlichung
Das Album mit der Musik zum Film war nicht als klassischer Soundtrack geplant, sondern als eine begleitende Kompilation. Filmproduzent Tim Robbins konnte Musiker wie Eddie Vedder von Pearl Jam, Johnny Cash, Steve Earle, Mary-Chapin Carpenter, Suzanne Vega, Patti Smith, Michelle Shocked, Tom Waits und Bruce Springsteen für dieses Projekt gewinnen, aus dem die Filmmusik ausgesucht werden sollte. Die Musiker wählten, aus welcher Perspektive sie mit ihrer Musik erzählten. Springsteen wählte den zum Tode Verurteilten. Die Musik zum Film wurde 1996 veröffentlicht. 2005 wurde das Album erneut veröffentlicht zusammen mit einem Konzertmitschnitt des Konzerts Not in Our Name: Dead Man Walking – The Concert.
Springsteen veröffentlichte Dead Man Walking auf seiner Maxi-Single Bruce Springsteen – Dead Man Walkin' 1996. Dead Man Walking wurde auch in die 2003 veröffentlichte Sammlung The Essential Bruce Springsteen aufgenommen.

## Auszeichnungen
- Oscars: Dead Man Walking wurde 1996 für den Oscar nominiert.[6] 1994 war Bruce Springsteen erstmals für den Oscar für Filmsongs nominiert worden und war für Streets of Philadelphia ausgezeichnet worden.[7] Dieses Jahr konnte er den Erfolg nicht wiederholen, der Oscar ging an das Lied Colors of the Wind aus Pocahontas.[8]